# Radenbeck (Wittingen)
Radenbeck ist eine Ortschaft der Stadt Wittingen im niedersächsischen Landkreis Gifhorn.

## Geographie
Radenbeck liegt 13 Kilometer südöstlich des Kernbereichs von Wittingen und wie dieser an der Bundesstraße 244.
Die Gemarkung erstreckt sich von der östlich gelegenen Ohre, einem Nebenfluss der Elbe, nach Westen hin ansteigend, und hat eine flache, nordostexponierte Hanglage. Die Landesgrenze zum Bundesland Sachsen-Anhalt verläuft östlich in 1,1 Kilometer Entfernung entlang der Ohre.

## Geschichte

### Eingemeindungen
Im Zuge der Gebietsreform in Niedersachsen, die am 1. März 1974 stattfand, wurde die zuvor selbständige Gemeinde Radenbeck in die Gemeinde Ohrdorf eingegliedert. Bereits einen Monat später, am 1. April 1974, wurde Ohrdorf in die Stadt Wittingen eingemeindet.

### Bevölkerungsentwicklung
| Jahr | Einwohner | Quelle |
| ---- | --------- | ------ |
| 1812 | 202       | [ 4 ]  |
| 1821 | 217       |        |
| 1848 | 279       |        |
| 1871 | 372       |        |
| 1885 | 430       |        |
| 1905 | 533       |        |
| 1925 | 579       |        |
| 1933 | 568       |        |
| 1939 | 559       |        |
| 1961 | 770       | [ 3 ]  |
| 1970 | 714       | [ 3 ]  |
| 2011 | 571       |        |
| 2012 | 565       |        |
| 2013 | 563       | [ 5 ]  |
| 2017 | 557       | [ 6 ]  |
| 2018 | 561       | [ 7 ]  |
| 2020 | 565       | [ 2 ]  |

## Religion
Die evangelisch-lutherische Kirchengemeinde Zasenbeck-Radenbeck ist zuständig für die Wittinger Ortsteile Zasenbeck, Plastau und Radenbeck. Die katholischen Einwohner gehören zur Pfarrei St. Marien mit der Maria-Königin-Kirche in Wittingen.

## Politik

### Ortsrat
Der Ortsrat von Radenbeck setzt sich aus fünf Ratsherren der folgenden Parteien und erlangten Sitzen zusammen:
| Jahr | CDU | SPD | FWG | Gesamt  |
| ---- | --- | --- | --- | ------- |
| 2021 | 3   | 1   | 1   | 5 Sitze |
| 2016 | 4   | 1   | 0   | 5 Sitze |

### Ortsbürgermeister
Der Ortsbürgermeister ist Karl-Heinz Brandes (CDU). Sein Stellvertreter ist Marc Hildebrandt (FWG).

### Wappen
Der Entwurf des Wappens von Radenbeck stammt von dem Heraldiker und Wappenmaler Gustav Völker, der zahlreiche Wappen in der Region Hannover erschaffen hat. Das Wappen wurde am 7. März 1962 vom Gemeinderat beschlossen und die Genehmigung wurde am 6. Juni desselben Jahres durch den lüneburgischen Regierungspräsidenten erteilt.
| Wappen von Radenbeck | Blasonierung: „Gespalten von Silber und Blau, über einem Wellenbalken, der den Schildfuß in verwechselten Farben durchzieht, vorn ein blauer Kesselhaken, hinten ein gold-bewehrter silberner Kranich, der eine goldene Kugel im erhobenen Ständer hält.“ |
| Wappen von Radenbeck | Wappenbegründung: Das Wellenband symbolisiert den Fluss Ohre, der zur Zeit der DDR auch innerdeutsche Grenze war. Der Kesselhaken weist auf den landwirtschaftlich-bäuerlichen Charakter des Ortes hin. Der Kranich spielt auf den Flurnamen Kronsberg an, der als Kranichberg gedeutet wird. In der Heraldik wird der Kranich meistens mit einem Stein oder einer Kugel dargestellt, weil er wegen einer Legende aus dem Mittelalter die Wachsamkeit verkörperte. Diese Legende besagt, dass der Kranich stets einen Stein tragen musste um nicht einzuschlafen – das Umfallen hätte ihn dann geweckt. |

## Kultur und Sehenswürdigkeiten

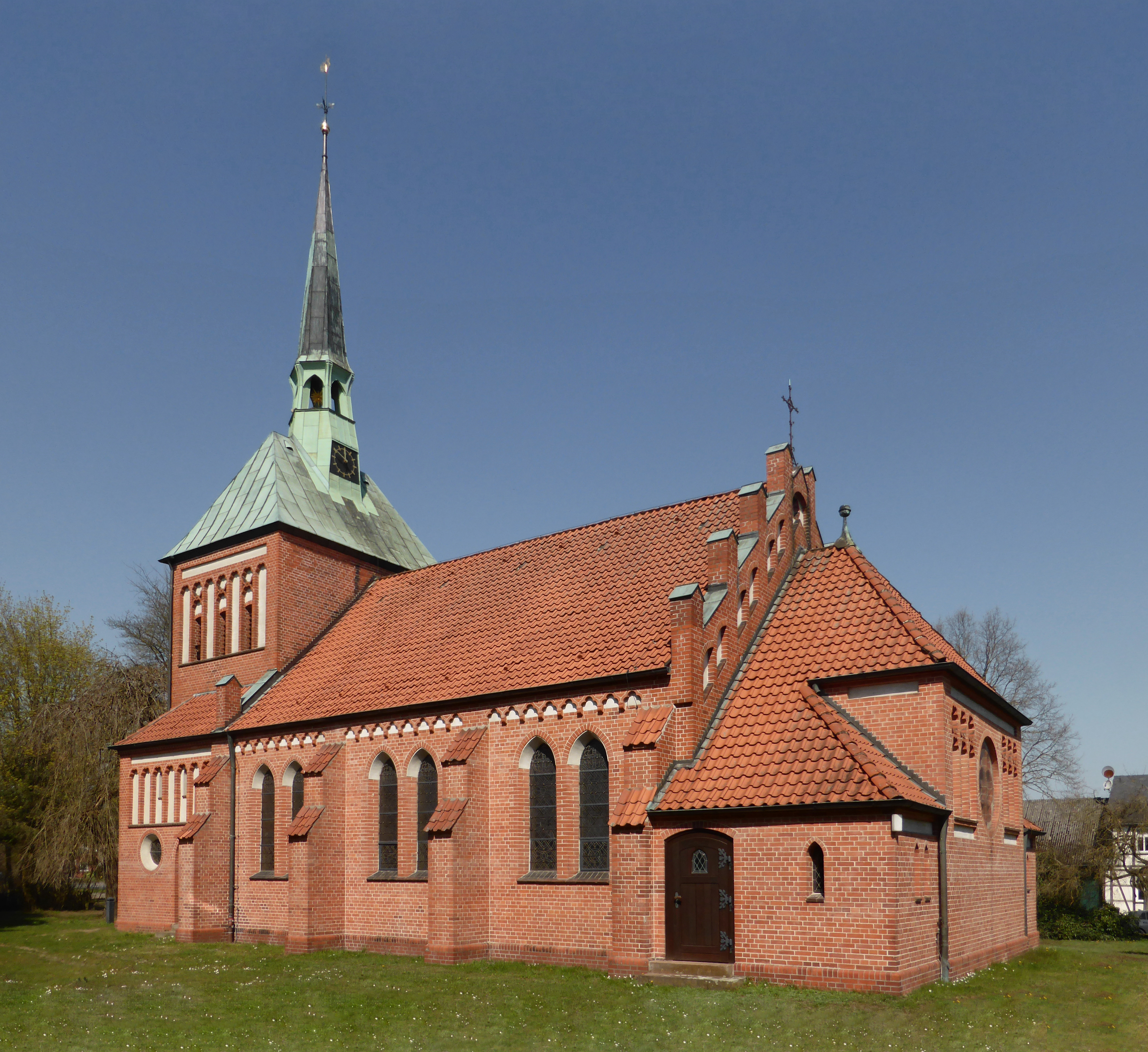
Kirche

### Bauwerke
- Die evangelisch-lutherische St. Jakobuskirche wurde 1904 im neugotischen Stil errichtet.
- Die Mühle von Radenbeck wurde 1891 errichtet.[14]

## Wirtschaft und Infrastruktur

### Unternehmen
In Radenbeck gibt es mehrere Handwerksbetriebe und einen Betrieb für den Handel mit Medizintechnik. Größter Betrieb ist das Bauunternehmen und Betonwerk Wiesensee. Ein Nah & gut-Lebensmittelgeschäft wurde am 7. Juli 2022 eröffnet.

### Verkehr

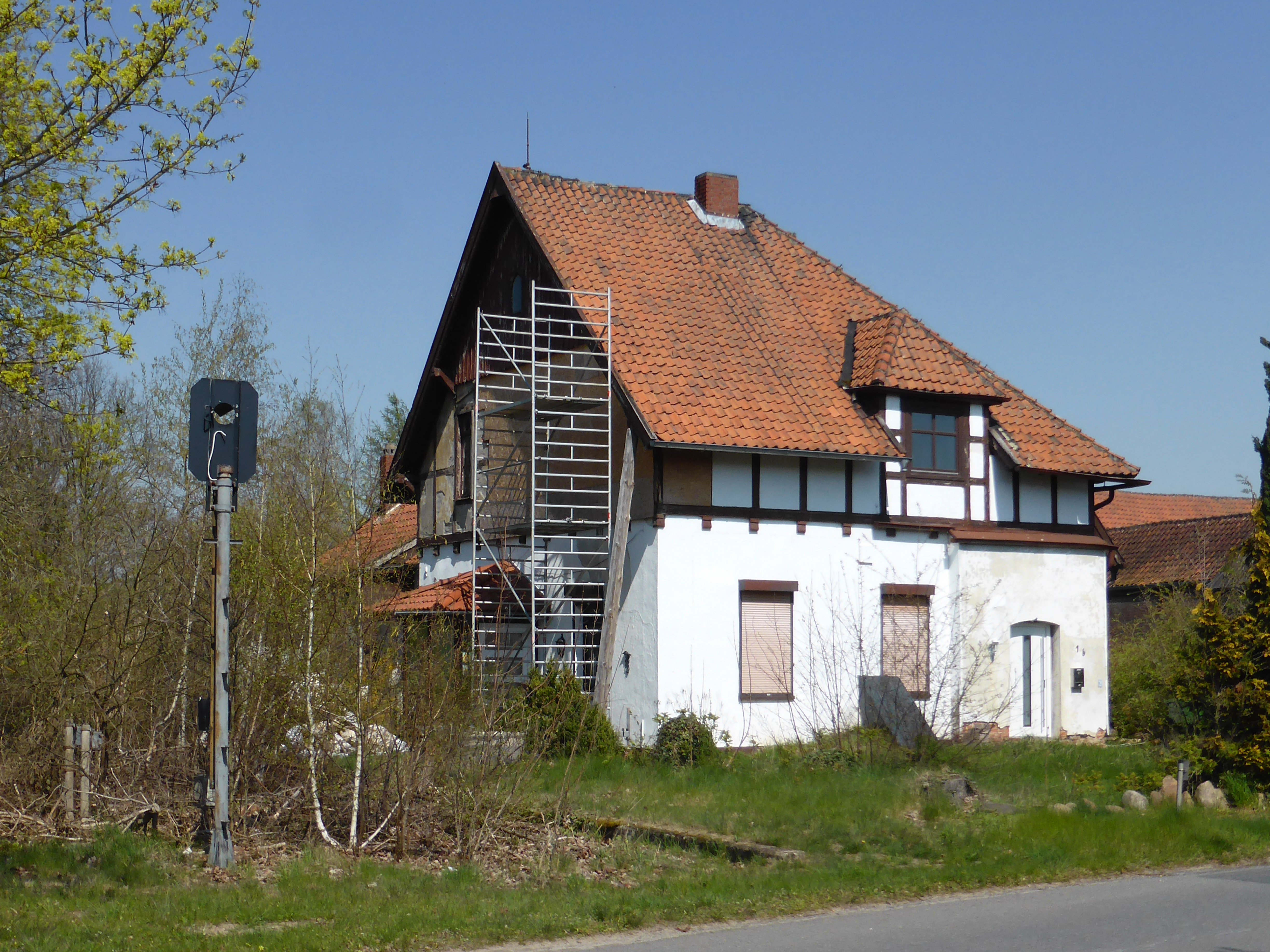
Ehemaliger Bahnhof (2023)

Radenbeck besaß einen Bahnhof an der ehemaligen Bahnstrecke Wittingen–Oebisfelde.